# Antrodiella multipileata
Antrodiella multipileata är en svampart som beskrevs av Log.-Leite & J.E. Wright 1991. Antrodiella multipileata ingår i släktet Antrodiella och familjen Phanerochaetaceae.   Inga underarter finns listade i Catalogue of Life.